# 寒河江温泉
寒河江温泉（さがえおんせん、Sagae Hot Spring）は、山形県寒河江市にある温泉。

## 泉質
含重曹弱食塩泉
石油掘削用途以外で初の深層熱水利用高温泉で、化石海水を主成分とする。

## 温泉街
寒河江駅周辺に9軒のホテル旅館が存在する。2001年の駅前再編前まで日帰り入浴施設が存在した。現在は足湯が整備されている。
南寒河江駅付近にも温泉地が広がる。但し、こちらは源泉、泉質が異なることから新寒河江温泉として区別する場合が多い。南寒河江駅近くにはホテル、寒河江市市民浴場が存在する。

## 歴史
1954年にボーリングを実施して開湯した。

## アクセス
- 鉄道：左沢線 寒河江駅より徒歩約3分

## 新寒河江温泉
昭和55年（1980年）掘削により湧出した。JR南寒河江駅近くの旅館が使用するほか、寒河江市市民浴場ほか1軒の日帰り入浴施設・ホテルが使用する。

### 泉質
泉質（平成21年調査）
- 単純温泉（低張性中性高温泉）
- 49.5℃
- pH 7.0

最上川河岸の沖積層で地温勾配が高く、間隙水が豊富で滞留時間が短いため単純泉である。

### 寒河江市市民浴場
昭和58年（1983年）8月開業。昭和61年（1986年）3月100万人達成。平成9年（1997年）4月500万人達成。平成26年（2014年）2月1,000万人達成。
- 山形県寒河江市大字島字島西8番地
JR寒河江駅から南へ1.6ｋｍ。（車で5分、徒歩20分）
寒河江ICから車で10分。
- 内湯（男1、女1、身障者用1）。休憩室（大部屋）座敷。
- 入浴料金：15歳以上200円、15歳未満100円、回数券（13回）2,000円。休憩室利用料金：15歳以上200円、15歳未満100円。
- 休館日：毎月第2木曜日
- 無料駐車場60台

## 寒河江花咲か温泉

### 泉質
- 含硫黄－ナトリウム・カルシウム－塩化物温泉
- 59.4℃
- pH 7.1
- 日帰り入浴施設のほか、1軒のホテルが使用する。